# Совєтська сільська рада (Совєтський район)
Совє́тська сільська рада (рос. Советский сельский совет) — сільське поселення у складі Совєтського району Алтайського краю Росії.
Адміністративний центр та єдиний населений пункт — село Совєтське.

## Населення
Населення — 4694 особи (2019; 5233 в 2010, 5484 у 2002).